# Letícia Isnard
Leticia Isnard Graell (Río de Janeiro, 30 de octubre de 1974) es una actriz, humorista y bailarina brasileña.

## Biografía
En 1998 comenzó su carrera como Licenciada en Ciencias Sociales en La Universidad Católica de Río De Janeiro (PUC-RJ), y también hizo un maestrado en Antropología en un Instituto de Filosofía.
En 2001, fue (y sigue siendo) miembro de un grupo de Teatro llamado "Los desequilibrados", a partir de ese momento nació su amor por el Teatro.
En la televisión, Leticia fue reconocida por todo el público brasileño haciendo el papel de Bianca en "Minha Nada Mole Vida" (2006) ya siendo su primer trabajo en una telenovela.
Luego participó en varios trabajos como: Beleza Pura, A Grande Família, Afinal, o Que Querem as Mulheres?, Força Tarefa, Separação?! e Junto & Misturado. 
Pero, el gran reconocimiento como actriz fue a surgir en "Avenida Brasil" (2012), donde era la ingenua y dulce Ivanna Araújo, hermana de Tifón. 
En 2013, hizo de villana por primera vez, como Brenda Pais en la novela "Sangre Bom" , ella dijo en una entrevista que juró ser tan ruíl como Max (Marcello Novaes), y lo cumplió.
En junio de 2014, iba a participar en la nueva novela de las nueve "Imperio", pero no lo pudo hacer (agregando motivos personales) entonces dejó al papel de Helena para la actriz Julia Fajardo. Luego en 2015, la invitaron a estar en la novela de Joaô Emanuel Carneiro, en la que interpretaría a Dalila en "A Regla Do Jogo". Sin embargo, nuevamente dijo que no podía aceptar esa propuesta.
Luego de unas semanas, finalmente la actriz dijo porque no podía trabajar en esas novelas. La razón era que Leticia iba a ser mamá junto a su marido (actor y director de teatro) Isaac Bernat. Pasaron los meses, y el 25 de diciembre en la noche, nació su hija Teresa.
Después de que pasó un tiempo la actriz retomó su trabajo,  estuvo haciendo una obra de Teatro llamada "Março Zero" junto al actor Tarik Puggina.
En 2016, Leticia hizo el papel de Simoa en la telenovela "Liberdade Liberdade" siendo dueña de una taberna.

## Filmografía

### Televisión
| Año       | Título                                          | Personaje                 |
| --------- | ----------------------------------------------- | ------------------------- |
| 2005      | Linha Direta Justiça                            | Secretaria                |
| 2005      | Cilada                                          | Valesca                   |
| 2006-2007 | Minha Nada Mole Vida                            | Bianca                    |
| 2008      | Belleza pura                                    | Valmiréia de Jesus Jensen |
| 2009      | A Grande Família                                | Arlete                    |
| 2010      | Na Fama e Na Lama                               | Cléo                      |
| 2010      | Afinal, o Que Querem as Mulheres?               | Simone                    |
| 2011      | Tapas & Beijos                                  | Jurema                    |
| 2011      | Asuntos internos                                | Carol                     |
| 2012      | Avenida Brasil                                  | Ivana Araújo Sousa        |
| 2013      | Laberintos del corazón                          | Brenda Pais               |
| 2013      | Junto & Misturado                               | Letícia                   |
| 2016      | Liberdade, Liberdade                            | Simoa                     |
| 2017-2019 | Filhos da Pátria                                | Leonor Campos Fonseca     |
| 2017      | Sob Pressão                                     | Violeta                   |
| 2018      | Malhação: Vidas Brasileiras                     | Juliana Dias              |
| 2019      | Os Homens São de Marte... e É Pra Lá Que Eu Vou | Simone                    |
| 2020      | Amor de Mãe                                     | Tracy                     |
| 2021      | Desjuntados                                     | Ana                       |
| 2023      | Amor Perfeito                                   | Violeta Fernandes         |
| 2023      | Vicky e a Musa                                  | Gilda Cardine             |